# Венозная утечка
Венозная утечка (также веногенная эректильная дисфункция или вено-окклюзивная эректильная дисфункция), является одной из категорий сосудисто-индуцированной (васкулогенной) импотенции — причины эректильной дисфункции у мужчин .  Это касается людей всех возрастов, но особенно неприятны они у молодых мужчин . 
Иногда венозная утечка сочетается с другими венозными аномалиями: геморроем, варикозным расширением вен ног и варикоцеле. Варикоцеле как и венозная утечка приводит к снижению потенции. 
В медицинском сообществе не достигнуто единого мнения по поводу венозной утечки, и многие аспекты этого состояния, особенно стратегии его лечения, являются спорными. Распространенность этого состояния до сих пор неизвестна, хотя некоторые источники утверждают, что это частая причина эректильной дисфункции . 

## Признаки и симптомы
Многие мужчины с веногенной эректильной дисфункцией начинают испытывать проблемы с эрекцией с молодого возраста .  К распространенным жалобам относятся хроническая слабая эрекция, недостаточная для полового акта, эректильная ригидность, зависящая от положения тела, трудности с достижением эрекции, трудности с поддержанием эрекции без постоянной мануальной стимуляции, потеря длины и толщины полового члена, а также мягкая головка полового члена во время эрекции, которая не полностью наполнена кровью (также  известная как синдром холодной головки ).
При диагностике венозной утечки врачи часто ищут признаки, указывающие на органическую, а не психоосмотическую причину эректильной дисфункции. К таким предполагаемым признакам относятся: (1) эректильная дисфункция, которая сохраняется во всех случаях, когда требуется эрекция, в том числе с партнером и без партнера во время мастурбации, (2) потеря качества утренних эрекций, (3) потеря качества спонтанных эрекций и (4) резистентность к различным видам лечения традиционными препаратами для лечения эректильной дисфункции, включая силденафил и интракавернозные инъекции .

## Причины
Венозная утечка — это неспособность поддерживать эрекцию при наличии достаточного притока артериальной крови через пещеристые артерии полового члена .   Дефект заключается в избыточном дренировании вен в пещеристых телах полового члена, что подрывает нормальную эректильную функцию. Это обеспечивает чрезвычайный венозный отток из пещеристых тел полового члена, несмотря на наличие жесткой эрекции, и не позволяет в достаточной степени удерживать кровь внутри полостей полого тела для поддержания эрекции достаточной силы или достаточной продолжительности. До сих пор ведутся споры о том, что является причиной чрезмерной проницаемости, характерной для этого состояния. Однако в основном считается, что дефект находится в соединительной ткани белочной оболочки, окружающей вены полового члена, в частности, глубокую дорсальную вену полового члена, пару кавернозных вен и две пары параартериальных вен между фасцией Бака и белочной оболочкой полового члена  . 
Недавно были проведены гемодинамические исследования как на свежих, так и на размороженных человеческих трупах, в ходе которых без исключения удалось добиться жесткой эрекции, несмотря на то, что кавернозная ткань в трупных синусоидах утратила свою растяжимость. Это означает, что эрекция полового члена — это всего лишь механическое событие, и, следовательно, вены полового члена играют ключевую роль в достижении эрекции. Это, несомненно, является следствием подтверждения определяющей роли вен, связанных с эрекцией, в эректильной функции человека  .  
Кроме того, кавернозограммы показывают, что чрезмерно проницаемые вены могут стать причиной дренирования пещеристых тел . Гистологические образцы кавернозной ткани у пациентов с подтвержденным веноокклюзионным заболеванием (VOD) показывают изменения в структуре коллагена и эластина, составляющих соединительную ткань полового члена, по сравнению с контрольной группой .  Эти изменения могут быть причиной подобных симптомов. Кроме того, к другим возможным причинам относятся психологический стресс, дефицит тестостерона, невротический дефицит, неблагоприятное воздействие лекарственных препаратов, ятрогенные и хронические системные заболевания, такие как диабет и симптомы нижних мочевыводящих путей.

## Лечение
С 1873 года, когда в большую вену полового члена в попытке лечения импотенции был введен гипертонический раствор, что привело к снижению венозного оттока от пещеристых тел, возникло много споров относительно наиболее идеальной среды для применения закона Паскаля в этой области исследования . 
Поскольку многим мужчинам не помогает стандартная медикаментозная терапия (включая ингибиторы ФДЭ-5, интракавернозные инъекции, спиральную эмболизацию и т. д.), венозная экстирпация полового члена представляется уникальным методом лечения. Тем не менее, для тех, у кого эректильная дисфункция остается устойчивой к менее инвазивным методам лечения, имплантация полового члена остается решением .

## См также
- Синдром Мея-Тернера
- Синдром Щелкунчика
- Варикоцеле
- Ангиология
- Эмболизация